# Przerośl Gołdapska
Przerośl Gołdapska (Duits: Präroszlehnen; 1935-1945: Jägersee) is een dorp in het Poolse woiwodschap Ermland-Mazurië, in het district Gołdapski. De plaats maakt deel uit van de gemeente Dubeninki en telt 119 inwoners.